# 런던 던전

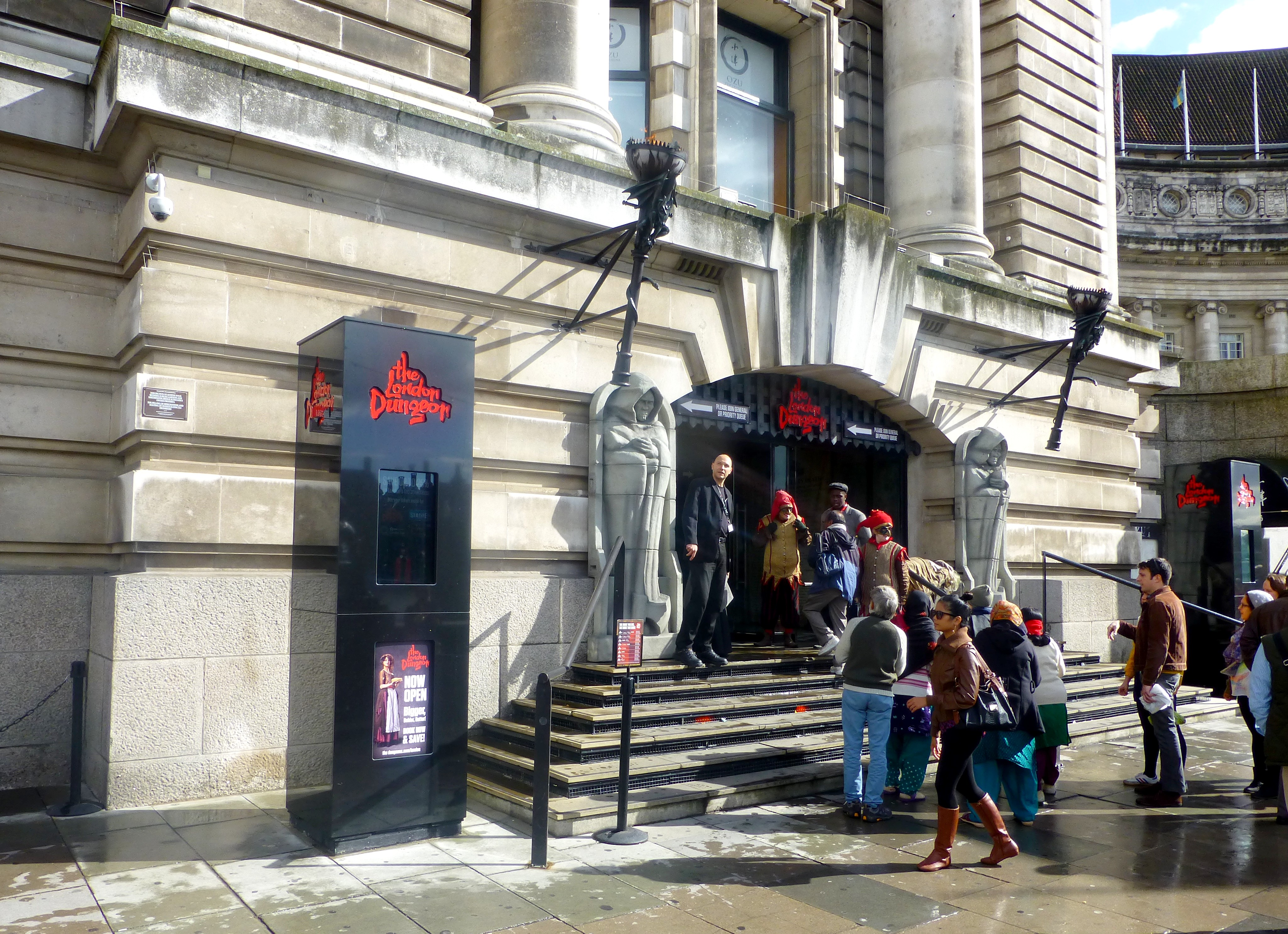

런던 던전(영어: London Dungeon)는 영국 런던에 있는 관광지이다.